# Xã Ionia, Quận Jewell, Kansas
Xã Ionia (tiếng Anh: Ionia Township) là một xã thuộc quận Jewell, tiểu bang Kansas, Hoa Kỳ. Năm 2010, dân số của xã này là 81 người.